# Wrangelsburg

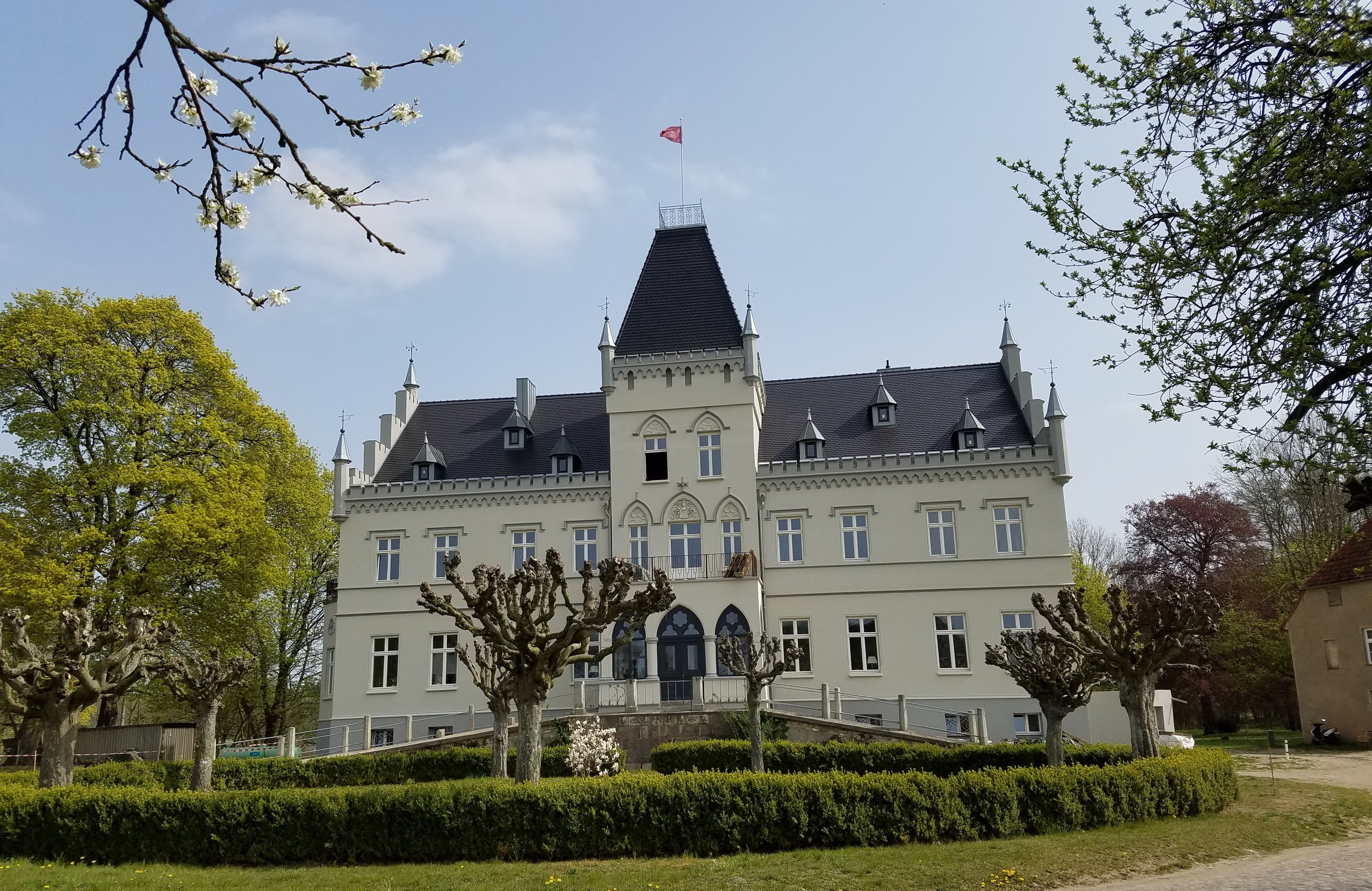
Herrenhaus Schloss Wrangelsburg (2019)

Wrangelsburg ist eine Gemeinde im Landkreis Vorpommern-Greifswald. Die Gemeinde wird vom Amt Züssow mit Sitz in Züssow verwaltet. Die Gemeinde liegt südöstlich der Kreisstadt Greifswald. Sie hat 250 Einwohner (Stand: 31. Dezember 2022).

## Geografie

Schloss Wrangelsburg um 1910

### Geografische Lage
Wrangelsburg liegt sechs Kilometer nordöstlich von Züssow und 17 km südöstlich von Greifswald. Durch die Gemeinde verläuft die Bundesstraße 109. Der nördliche Teil des Gemeindegebietes ist bewaldet. Wrangelsburg ist flächenmäßig die kleinste Gemeinde im Amt.

### Gemeindegliederung
Ortsteile
- Gladrow
- Wrangelsburg

### Nachbargemeinden
Neu Boltenhagen im Norden, Katzow im Osten, Lühmannsdorf im Südosten, Karlsburg im Süden, Groß Kiesow im Südwesten, Weitenhagen im Westen und Hanshagen im Nordwesten.

## Geschichte

### Wrangelsburg
Der für die heutige Gemeinde namensgebende Ortsteil Wrangelsburg wurde erstmals 1345 urkundlich als „Vorwerk“ erwähnt. In dieser Urkunde wurde Reimer Nienkerken (Neuenkirchen) als Eigentümer genannt. Am 6. Dezember 1426 belehnten die Herzöge Wartislaw III. von Pommern-Demmin und Barnim I. von Pommern-Stettin gemeinsam Roloff Nienkerken (Neuenkirchen) mit dem Dorf. 1508 wurden Gerhard und 1603 Christoph Nienkerken als Eigentümer des Gutes genannt.
Im Dreißigjährigen Krieg starb die Familie Neuenkirchen 1641 mit Christoph von Neuenkirchen aus. Das Lehen wurde zusammen mit den Gütern Groß Ernsthof und Spandowerhagen durch die schwedische Regierung an deren Feldmarschall Hermann Wrangel vergeben, der es testamentarisch seinen Kindern aus der dritten Ehe vererbte. Erst 1653 konnte der damalige schwedische Generalgouverneur Carl Gustav Wrangel aus der ersten Ehe Hermann Wrangels diesen Grundbesitz gegen Güter in Livland tauschen. Um die neuen Eigentumsverhältnisse zu manifestieren, änderte Carl Gustav Wrangel den Gutsnamen zunächst in „Hohen Vorwerk“, bevor dieser mit dem 19. September 1653 in „Wrangelsburg“ geändert wurde. 1722 fiel Wrangelsburg mit Krebsow an die Familie der Grafen von Brahe, die über Carl Gustav Wrangels älteste Tochter erbberechtigt war.
Neben dem Gut hatte sich schon nach dem Dreißigjährigen Krieg ein ansehnliches Angerdorf entwickelt, in dem 1694 mehrere kleine Erbpächter und Handwerker wie Schmiede, Müller, Schneider, Leineweber und Brauer lebten. 1865 hatte der Ort 147 Einwohner in 22 Familien, eine Schule, 14 Wohn- und 19 Wirtschaftsgebäude. 1928 wurde der Gutsbezirk Wrangelsburg, der 1910 165 Einwohner gehabt hatte, aufgelöst und erhielt den Status einer Landgemeinde. Administrativ wurde diese dem Landkreis Greifswald unterstellt.
1929 kam das Wrangelsburger Landgut durch Erbschaft über die Familie von Homeyer in den Besitz des Karz von Kameke. Er blieb bis zum Ende des Zweiten Weltkriegs Eigentümer des Gutes, bis er 1945 im Zuge der Bodenreform enteignet wurde. Der landwirtschaftliche Besitz wurde an Neubauern aufgeteilt und ging 1952 in eine Landwirtschaftliche Produktionsgenossenschaft (LPG) über. Nachdem bereits 1946 der Ort Gladrow in Wrangelsburg eingemeindet worden war, wiesen beide Orte 1964 zusammen 453 Einwohner auf. Während der DDR-Verwaltungsgliederung gehörte Wrangelsburg zum Kreis Greifswald, nach mehreren Gebietsreformen wird der Ort seit 2011 vom Landkreis Vorpommern-Greifswald verwaltet. Wrangelsburg hatte am 31. Dezember 2015 151 Einwohner mit Hauptwohnung und 11 mit Nebenwohnung.

### Gladrow
Der Ortsname (1406 Gladerow) entstammt dem Slawischen und bedeutet so viel wie „Ort eines Glador (Raubvogels)“. 1597 umfasste der Ort mit drei Katen ca. 45 ha. Zu diesem Zeitpunkt gehörte Gladrow zur Hälfte der Familie Nienkerken, während der Rest an das Greifswalder Konsistorium verpfändet war. Als 1649 Hermann Wrangel Wrangelsburg übernahm, kam auch der gesamte Besitz Gladrow unter ihn gemeinsame Hand. Ende des 17. Jahrhunderts war das Angerdorf völlig von Wald umgeben und war von drei Kleinpächtern, zwei abhängigen Bauern und einem Hirten bewohnt. Nachdem am Ende des Dreißigjährigen Krieges die Äcker verödet lagen, wurden von der Gutsverwaltung vier große Bauernhöfe und mehrere Büdnereien eingerichtet. Danach stieg die Einwohnerzahl beständig von 34 im Jahre 1767 auf 104 1865. Zu dieser Zeit hatte Gladrow eine Schule, 15 Wohn- und 29 Wirtschaftsgebäude. 1910 hatte Gladrow offiziell 110 Einwohner, 1935 wurde der Ort in die Landgemeinde Züssow eingemeindet. Nach dem Ende des Zweiten Weltkriegs kam Gladrow am 1. August 1946 als Ortsteil zu Wrangelsburg. Die 1954 gegründete LPG schloss sich 1960 mit der Wrangelsburger Genossenschaft zusammen. Bei der letzten Volkszählung gab es am 31. Dezember 2015 im Ortsteil Gladrow 51 Einwohner mit Hauptwohnung und drei mit Nebenwohnung.

## Politik

### Gemeindevertretung und Bürgermeister
Der Gemeinderat besteht (inkl. Bürgermeister) aus 6 Mitgliedern. Die Wahl zum Gemeinderat am 26. Mai 2019 hatte folgende Ergebnisse:
| Partei/Bewerber        | Prozent | Sitze |
| ---------------------- | ------- | ----- |
| WG Wrangelsburg aktiv  | 33,85   | 2     |
| Einzelbewerber Henkel  | 16,15   | 1     |
| CDU                    | 14,60   | 1     |
| Einzelbewerber A. Juds | 13,66   | 1     |
| Einzelbewerber P. Juds | 13,66   | 1     |

Bürgermeister der Gemeinde ist Paul Juds, er wurde mit 63,55 % der Stimmen gewählt.

### Wappen
| Wappen von Wrangelsburg | Blasonierung: „In Blau eine schwebende, aus drei Quadersteinlagen gebildete goldene Mauer mit drei aus je zwei Quadersteinlagen gebildeten Zinnen.“ |
| Wappen von Wrangelsburg | Wappenbegründung: In dem Wappen soll mit der aus dem Zeichen der Familie Wrangel entlehnten Figur – sie führte ein Wappen, das in Silber eine schwarze Mauer mit drei Zinnen zeigt – an den Generalgouverneur von Schwedisch Pommern erinnert werden, der dem Ort seinen Namen gab und vom dortigen repräsentativ ausgestalteten Schloss zeitweise seine Regierungsgeschäfte führte. Durch die veränderte Tingierung in den schwedischen Farben wird der Bezug zur einstigen Schwedenzeit hergestellt. Das Wappen und die Flagge wurde vom Greifswalder Historiker Ivo Asmus gestaltet. Es wurde zusammen mit der Flagge am 6. September 2001 durch das Ministerium des Innern genehmigt und unter der Nr. 249 der Wappenrolle des Landes Mecklenburg-Vorpommern registriert. |

### Flagge

Flagge Wrangelsburg

Die Flagge zeigt auf blauem Tuch in der Mitte die gelbe Figur des Gemeindewappens. Die Wappenfigur nimmt die Hälfte der Höhe und die Hälfte der Länge des Flaggentuchs ein. Die Länge des Flaggentuchs verhält sich zur Höhe wie 8:5.

### Dienstsiegel
Das Dienstsiegel zeigt das Gemeindewappen mit der Umschrift „GEMEINDE WRANGELSBURG“.

## Kultur und Sehenswürdigkeiten

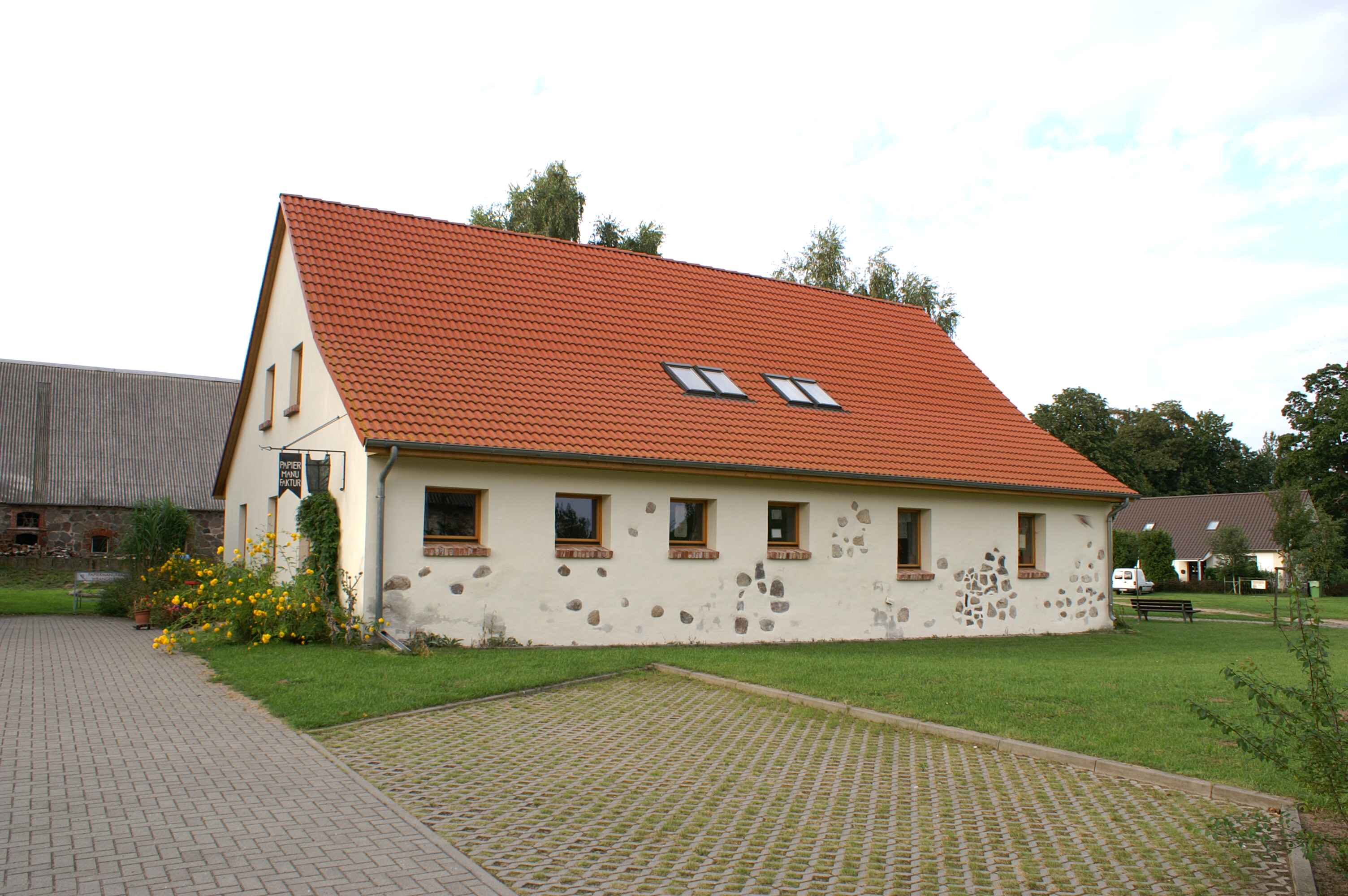
Ehemaliger Schafstall – jetzt Papiermanufaktur

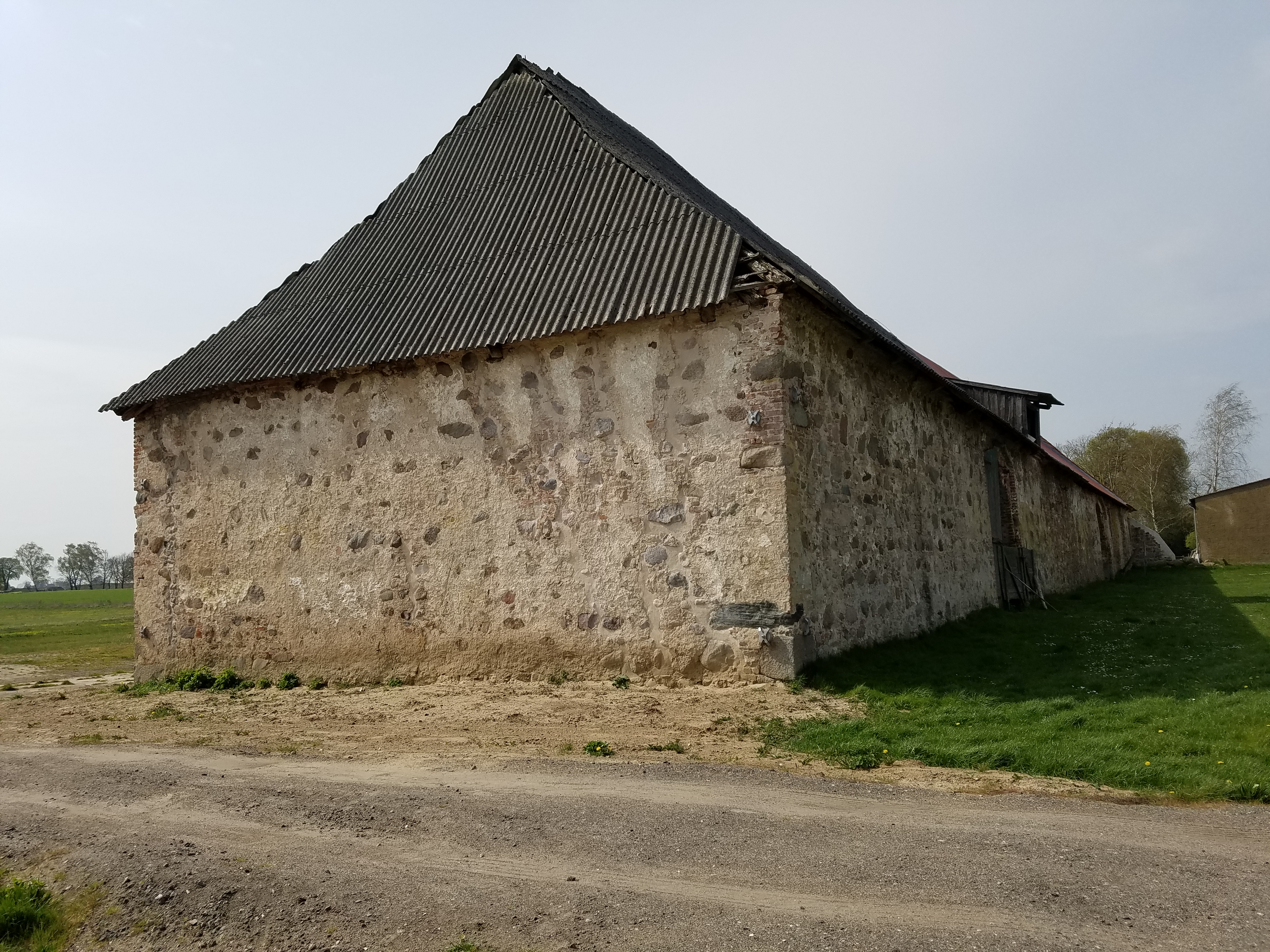
Feldsteinscheune

### Theater und Museen
Der Verein "Papier und Druck" befasst sich mit der Herstellung von Pflanzen-, Bütten- und Recyclingpapieren. Die Papiermanufaktur, die aus einem alten Schafstall ausgebaut wurde, ist 2002 eingeweiht worden.

### Bauwerke
→ Siehe: Liste der Baudenkmale in Wrangelsburg
- Carl Gustav Wrangel ließ das wahrscheinlich von Christoph von Neuenkirchen um 1606 errichtete feste Haus von einem Renaissanceschloss in ein barockes Herrenhaus umbauen. Er vererbte das Schloss 1689 seinem noch vor Wrangels Tod verwitweten Schwiegersohn Leonard Johan Wittenberg. Nach dem Tod von dessen kinderloser Tochter 1720 und ihrem Mann 1722 fiel Wrangelsburg mit Krebsow an die Familie der Grafen von Brahe, die über Carl Gustav Wrangels älteste Tochter erbberechtigt war.[19]

Das Schloss verfiel im 18. Jahrhundert, da die damaligen Eigentümer (die Grafen Brahe, ab 1769 Graf Malte Friedrich von Putbus, ab 1773 die Familie von Normann bis 1816) es nicht selbst bewohnten und unterhielten. Es wurde ab 1803 wegen Baufälligkeit teilweise abgerissen.
1816 kam das Gut an die Familie Laug, 1843 war es Ludwig Laug, der es 1862 an Johannes Carl Leopold von Homeyer (geadelt 1865) verkaufte. 1880 wurde das neue Herrenhaus, das heutige Schloss Wrangelsburg errichtet. Bauherr war Johannes Carl Leopold von Homeyer.
In den Besitz der Familie von Kameke kam das Gut 1929 durch Erbschaft. Die Familie wurde nach dem Zweiten Weltkrieg enteignet und das Herrenhaus wurde zeitweilig von der sowjetischen Militärverwaltung genutzt. Ab ca. 1946 wurde es eine Zeit lang als Körperbehindertenheim von „Bethesda“ genutzt und danach als staatliches Kinderheim bis 1996.
Bis 2012 wurde das Schlossgebäude von der Gemeinde genutzt, die es 1999 gekauft hatte, um dem weiteren Verfall entgegenzuwirken. Seit dieser Zeit wurde es immer wieder teilsaniert. Es ist von außen noch in einem schlechten Zustand, aber ist im 1. Stockwerk saniert und in der Substanz in gutem Zustand. 2012 kaufte der EWE-Konzern das Schloss: EWE will das Schloss wieder bis 2017 so aufbauen, wie es bis 1945 war.
- Südöstlich vom Herrenhaus befindet sich das sogenannte Amtshaus. Es stammt nachweislich aus dem 16. Jahrhundert und war damals das Torhaus des Schlosses „Wrangelsburg“. Unter dem Besitzer Homeyer, einem Wolgaster Getreidehändler, wurde das Gebäude als Getreidelager genutzt. Später wurde das Haus als Kaserne für die Schnitter (Saisonerntehelfer) aus Polen und Galizien genutzt, deshalb hieß es im Dorf das „Schnitterhaus“.

Am linken Hauseingang stehen zwei Sandsteinrepliken, die Originale befinden sich im Pommerschen Landesmuseum Greifswald. Die Figuren waren zuvor am nördlichen Giebel angebracht. Das Äußere des Gebäudes entspricht nicht mehr dem Zustand des 16. Jahrhunderts, da es modern überputzt und die Türeingänge und andere Gebäudeteile wesentlich verändert wurden. Die jetzigen Fledermaus-Gauben sind erst im 19. Jahrhundert eingebaut worden.
Seit 2013 wird das Torhaus im Auftrag des Eigentümers in Abstimmung mit dem Denkmalamt restauriert. Ziel ist es, das einzige erhaltene Torhaus einer spätbarocken Vierseitenanlage in Mecklenburg-Vorpommern in öffentliches Interesse zu rücken. Dort sollen für Interessierte auch Besichtigungen angeboten werden. Ab 2016 besteht auch die Möglichkeit, sich in eine Ferienwohnung einzumieten.
- Mausoleum der Familie Laug von 1842 auf dem Friedhof westlich vom Gutshof Wrangelsburg

### Grünflächen und Naherholung
- Der Schlosspark mit Schlosssee, dem Denkmal für die Gefallenen des Ersten Weltkrieges und der Steinriegel zum angrenzenden Waldgebiet sind in gepflegtem Zustand. Im anschließenden Wald liegt der gesonderte Friedhof der Gutsbesitzer. Der ostwärts führende Rad- und Wanderweg verläuft durch das Waldgebiet zum Großen und Kleinen Schwarzen See, sowie weiter zum slawischen Doppelburgwall „Wrangelsburg“, der aber nicht mehr im Gemeindegebiet liegt. Bestandteile:
  - Gutspark Wrangelsburg, englischer Landschaftspark ostwärts des Schlosses
  - Burgwall „Wrangelsburg“, große slawische Doppelburganlage im 2 km östlich gelegenen Wald in der Gemarkung Jägerhof
  - Grabstätte von Homeyer und von Kameke ca. 20 m östlich vom Schlosssee
  - Kriegerdenkmal Wrangelsburg (um 1920) im östlichen Parkteil
  - Steinriegel zwischen gestaltetem Park und Wald

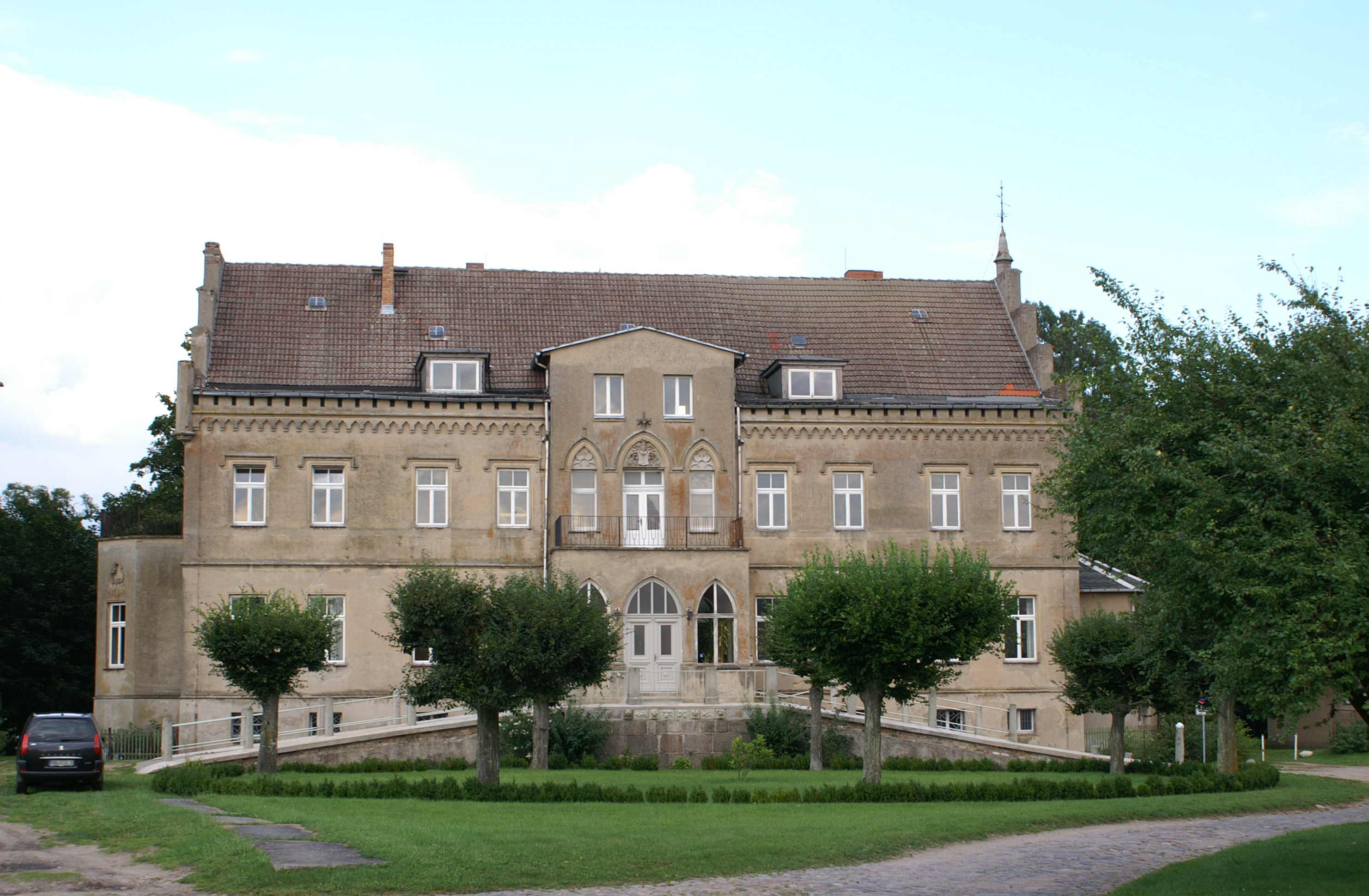
Schloss Wrangelsburg (2007)
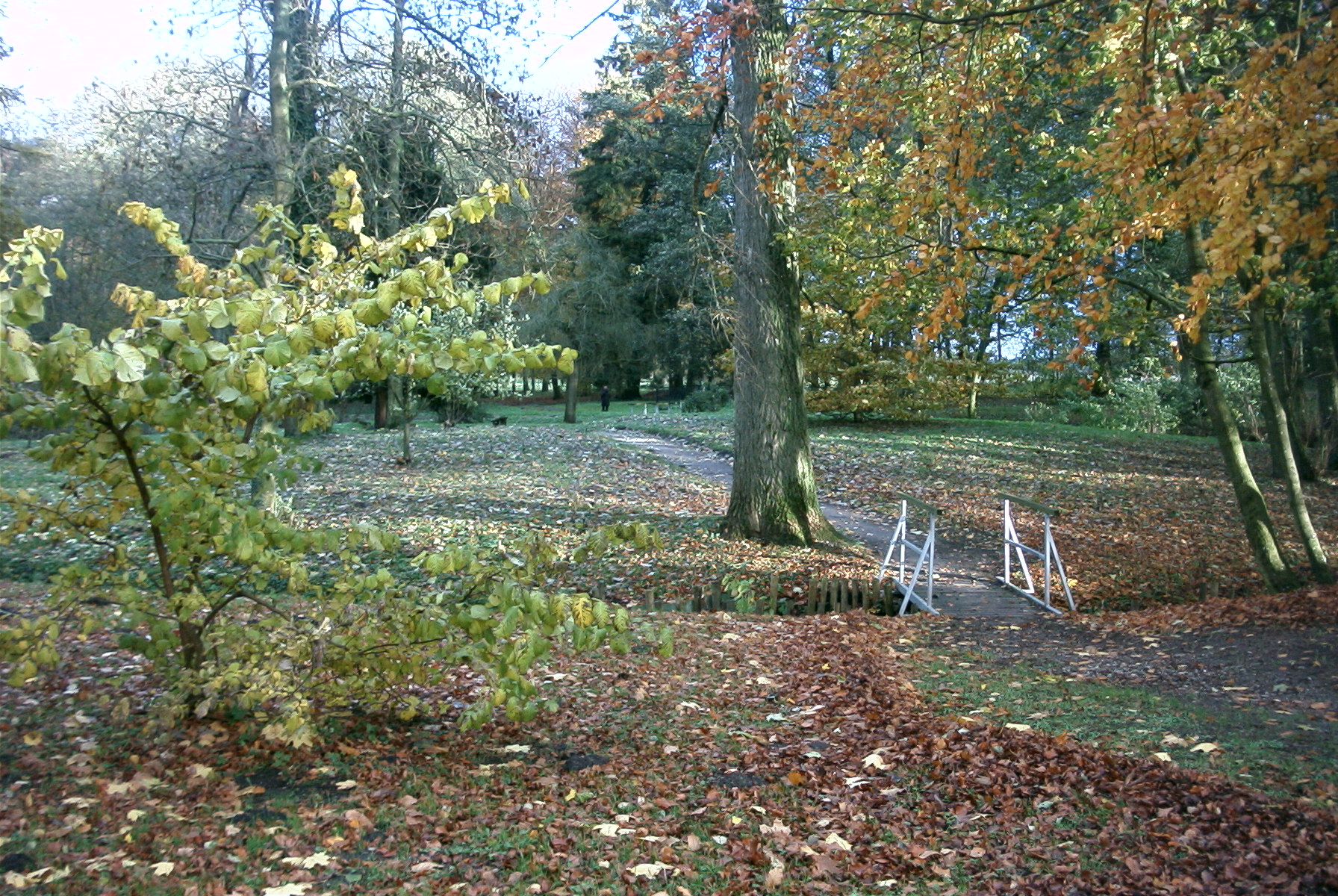
Schlosspark Wrangelsburg
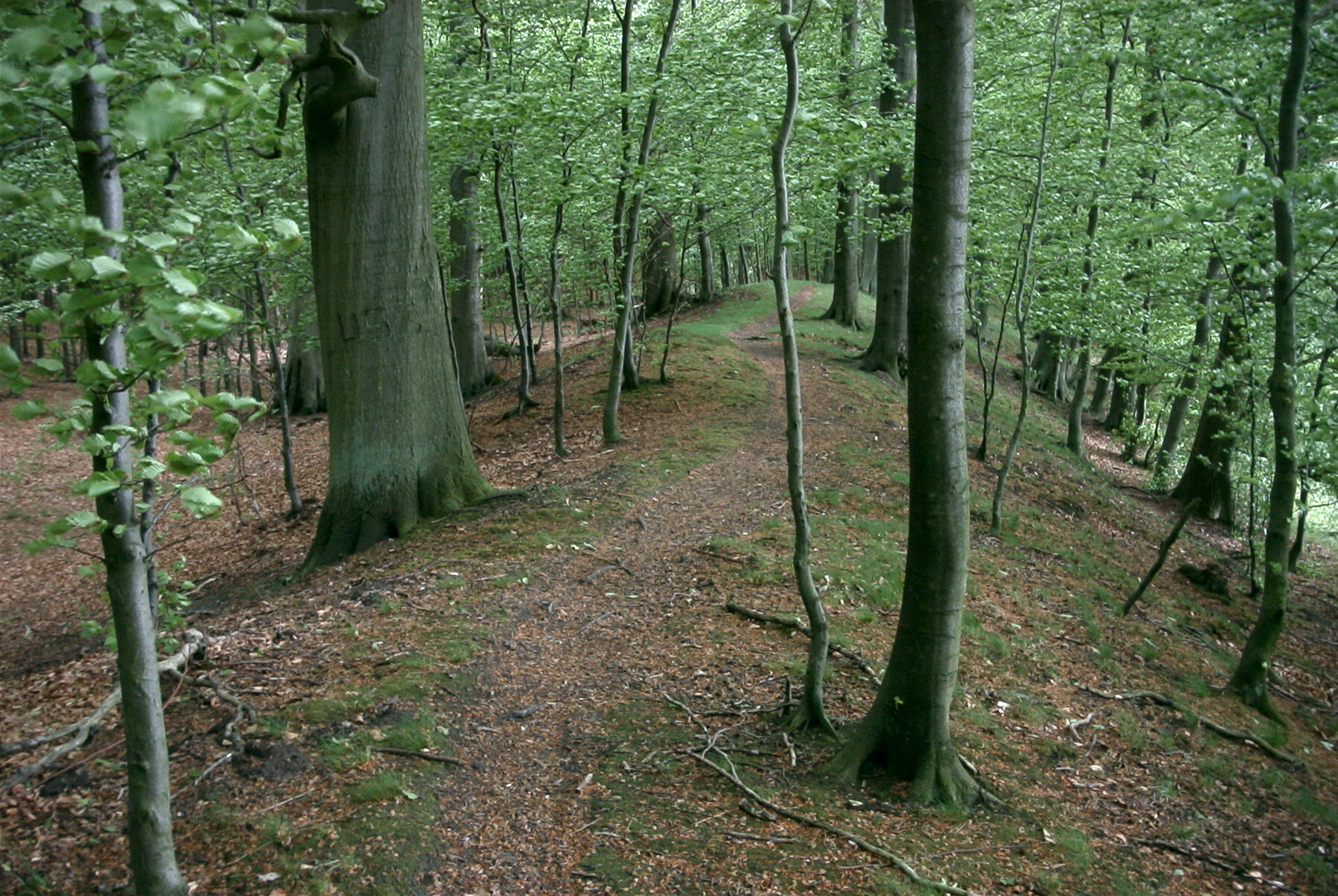
Burgwall Wrangelsburg
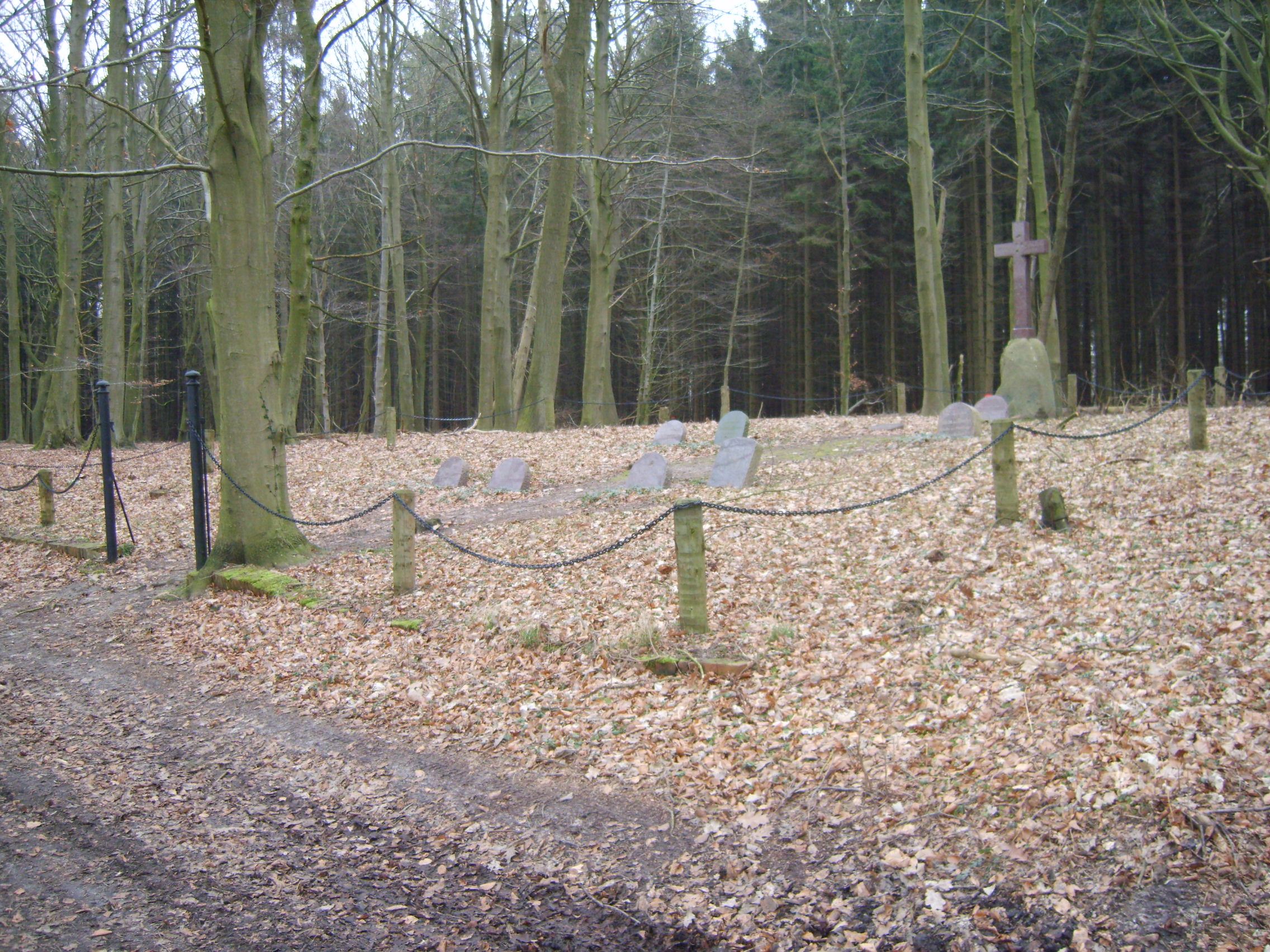
Grabstätte von Homeyer/von Kameke Wrangelsburg
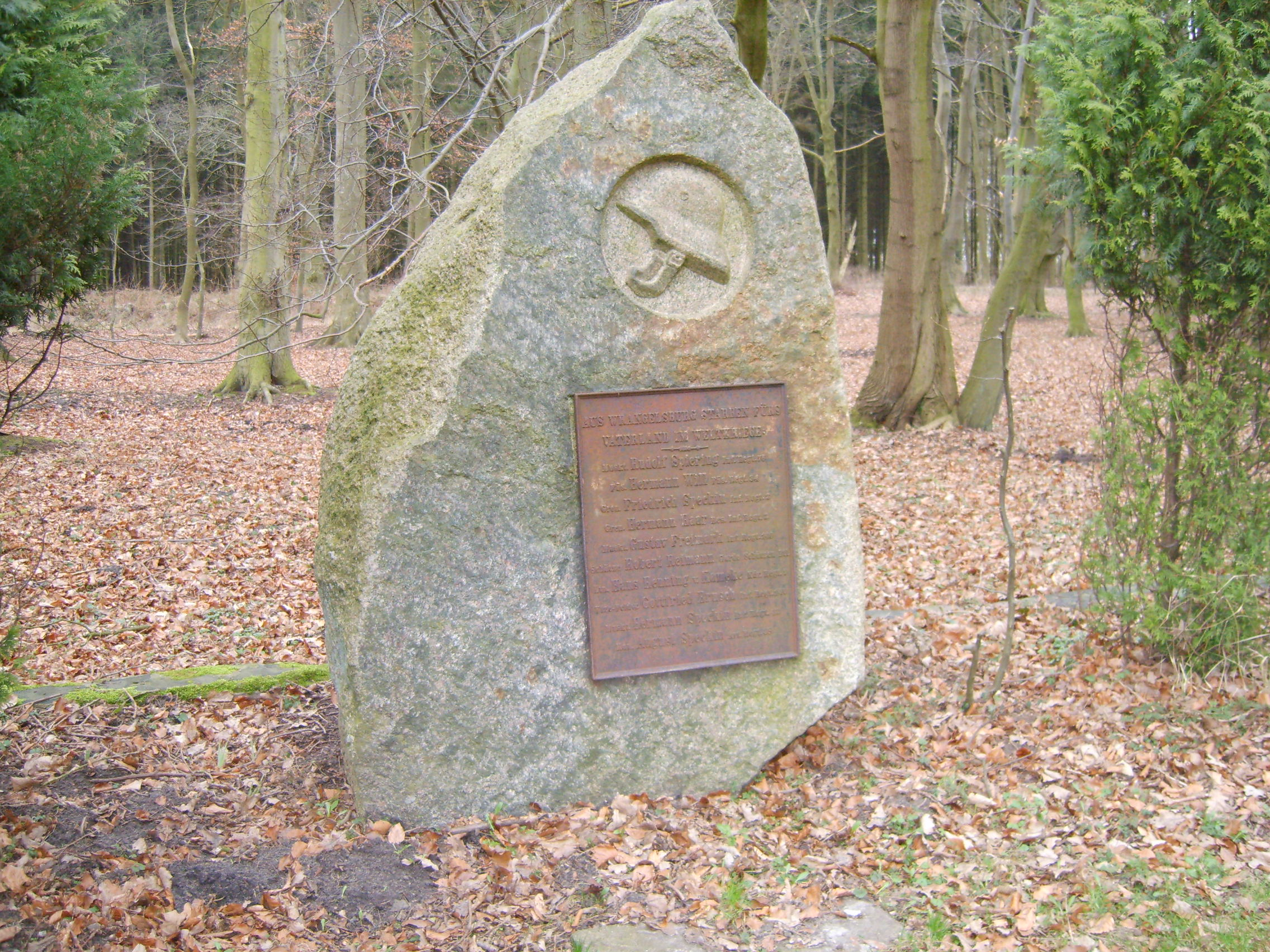
Kriegerdenkmal Wrangelsburg

## Persönlichkeiten

### Persönlichkeiten, die in dieser Ortschaft gewirkt haben
- Kartz von Kameke-Streckenthin (1866–1942), Kartoffelzüchter
- Carl Gustav Wrangel (1613–1676), schwedischer Feldherr und Staatsmann, Reichsmarschall, Reichsadmiral, Präsident des Kriegskollegiums, Gutsherr und Namensgeber des Ortes Wrangelsburg